# Bryce Moon
Bryce Moon (Pietermaritzburg, 6 aprile 1986) è un ex calciatore sudafricano, di ruolo difensore.

## Biografia
Il 30 giugno 2009 ha ucciso una donna investendola mentre era a bordo della sua macchina.

## Caratteristiche tecniche
Terzino destro, può ricoprire anche il ruolo di centrocampista di fascia destra. Per il suo passo veloce è soprannominato Scooter.

## Carriera

### Club
Cresciuto nelle giovanili dell'Ajax Cape Town, nel 2004 si trasferisce al Coleraine, squadra nordirlandese con cui esordisce da professionista. Nella stagione 2004-2005 totalizza così 32 presenze e 5 reti in IFA Premiership, prima di tornare in patria, sempre all'Ajax Cape Town.
Alla squadra di Città del Capo rimane per tre stagioni, disputando 72 gare di campionato e realizzando 5 reti. Nel 2008 ritorna in Europa, questa volta per militare nel Panathīnaïkos, squadra della massima divisione greca. Nel 2009 viene ceduto in prestito con diritto di riscatto al PAOK.

### Nazionale
Ha esordito in nazionale nel 2007. Nel gennaio 2008 ha preso parte alla Coppa delle Nazioni Africane, chiusasi per il Sudafrica già dopo la fase a gironi.